# Мила Алечковић Николић
Мила Алечковић Николић (Београд, 25. децембар 1959) српски је клинички психолог, антрополошки психијатар, професор и писац.

## Детињство и школовање
Рођена је 1959. године у Београду, у породици књижевника (мајка Мира) и архитекте и академског сликара (отац), као једно од троје деце (брат Срђа и сестра Неда). Детињство проводи у Србији и у Русији. Похађала је француско обданиште и основну школу „Слободан Принцип-Сељо” (данас Владислав Рибникар) у Београду. Била је у првој генерацији експерименталне српско-француске наставе која је у ову школу експериментално уведена после молбе коју је француској влади упутила књижевница Мира Алечковић (тада председница Друштва Југославија-Француска). Све трошкове ове наставе сносила је француска влада.
После гимназије студирала је клиничку психологију на Универзитету у Београду са медицином и философијом (Париз). Још као студент преводила је и приређивала необјављене епистемолошке и математичке есеје Жана Пијажеа (које штампа Нолит: Порекло сазнања). За тај рад добила је стипендију француске владе и после завршених студија психологије у Београду (студије завршава годину дана пре своје генерације са просеком 9,16, дипломски рад одбрањен са оценом 9,50), одлази на школовање у Француску. Уписује се на Високу школу социјалних студија (École des Hautes Études en Sciences Sociales, EHESS) у класи Пјера Грекоа (Pierre Gréco), настављача Жана Пијажеа, одсек: психологија интелигенције.
Потом одлази на Универзитету Пенсилваније у Филаделфији. При повратку у Француску је магистрирала, а затим докторирала на Универзитету Сорбона 1994. године са радом: Појам несвесног у савременим психолошким теоријама, пред комисијом са Сорбоне, из Хајделберга и Оксфорда, као и париском јавношћу (докторат одбрањен пред пуном салом публике). Рад је оцењен као: Тrès honorable (почасно одбрањен).
Од 1991. године била је члан Демократске странке до њеног распада на неколико партија.
Мила Алечковић говори и пише: српски, француски, руски, енглески и шпански језик. Само говори: италијански и словеначки, само чита: немачки, разуме: све словенске језике.

## Стручна каријера
Др Мила Алечковић била је од 1993. године научни сарадник Института за Психологију Београдског Универзитета, а од 2006 сарадник Института за социолошка и криминолошка истраживања.
Професор је по позиву, гостује као предавач на Универзитетима и у Институтима широм света. Као члан српске и тада југословенске екипе, учесник је психијатријског Конгреса у Бјарицу 1998, Конгреса у Прагу, Лијежу, Риму, Универзитета Сорбоне и Универзитета „Да Винчи” у Паризу, Перпињану, Ници, Универзитета Макгил у Монтреалу, Универзитета у Лозани, Бенгазију, Института Виготски у Москви, Католичког универзитета у Најмегену, укључујући и Национални Институт Социјалних Наука у Пекингу.
Аутор је око сто стручних радова на неколико језика и неколико књига. Члан је Светског Друштва за Психопатологију Експресије и Психотерапију Уметношћу и српски представник у њему (Société Internationale de Psychopahologije de l'Expression et de l'Art thérapie) са центром у Паризу (болница Saint -Anne).
Као универзитетски професор предаје предмете: Психологија личности, Психопатологија личности, Антропологија личности, Когнитивна неуро психологија, Психологија стваралаштва, Психолошке школе и правци, Психологија учења 2 и Психологија манипулације.
Алечковић Николић је руководила радовима студената у Србији и у свету и код ње је дипломирало, само у Србији више од 120 студената.
Објавила је око 100 стручних радова из области психологије, антрополошке психијатрије и психонеурологије у специјализованим часописима у земљи и иностранству и писац је више стотина друштвено ангажованих текстова и предавања по часописима и интернет сајтовима
Основала је 2001. године у Француској психолошко стручно друштво Психологија и трећи миленијум ПТМ, са циљем окупљања научника и стручњака за духовна и парапсихолошка истраживања у сарадњи са руском катедром. Учествовала је у председничкој кампањи Француској, 2007. године.
У одбору је Српско-руског друштва „Јединство”. Члан је међународног научног Друштва „Милева Марић Ајнштајн”, Удружења књижевника Србије и била је члан Академије СКАИН (Српска Краљевска Асоцијација Иноватора и Научника)
Задњих 20 година иницијатор је повратка Срба света са пет континената у отаџбину Србију.

## Књиге и монографије
- ПОЈАМ ЛУДИЛА У СЛОВЕНСКОЈ И ИСТОЧНОХРИШЋАНСКОЈ ТРАДИЦИЈИ, [4]
- ПОЈАМ НЕСВЕСНОГ У САВРЕМЕНИМ ПСИХОЛОШКИМ ТЕОРИЈАМА (на француском, докторска дисертација)[4]
- ЕТНОПСИХОЛОШКИ ЕСЕЈИ: О ДОМУ И ИСКОНУ, (Слово Срба у свету, Гутенгергова Галаксија), представљена у Београду од стране проф. др Владете Јеротића и др Миле Стојнић[10]
- КО ТО ПРИЧА О ЕВРОПИ? политички и филозофски есеји, Pyre, у Србији Orpheus. (по речима француског издавача: „Ово је храбра књига бриљантних есеја аутентичне Српкиње и Европљанке”.[11]
- ПСИХОЛОГИЈА ИДЕЈА СЛОБОДЕ И ПРАВДЕ И СРПСКИ НАЦИОНАЛНИ ИНТЕРЕС, први том, Министарство за науку, Институт за социолошка и криминолошка истраживања, ко-издавач Завод за уџбенике Републике Србије[12]
- ПСИХОЛОГИЈА ПОЈМОВА СЛОБОДЕ И ПРАВДЕ И СРПСКИ НАЦИОНАЛНИ ИНТЕРЕС ДАНАС том бр 2, Изд, кућа Мирослав и Завод за издавање уџбеника Србије
- СТВАРАЛАЧКА ЛИЧНОСТ - ПОГЛЕД ПСИХОЛОГИЈЕ И ПСИХИЈАТРИЈЕ, у штампи
- СКРИПТА ЗА СТУДЕНТЕ: ПСИХОЛОГИЈА СТВАРАЛАШТВА, ПСИХОЛОГИЈА ЛИЧНОСТИ, ПСИХОЛОГИЈА И ГЕОПОЛИТИКА
- СВЕТСКИ СТВАРАОЦИ и ВРАТИЋЕМО СЕ (збирке песама),
- У ДОМУ МОЈЕ МАЈКЕ, књига успомена (Службени Гласник).[13]

## Научне референце и радови
- Порекло сазнања (Епистемолошки и математички есеји Жана Пијажеа), књига састављена од есеја Жана Пијажеа, избор, превод и предговор, Нолит 1981/82, приређена научна монографија водећег међународног значаја, број страна: 112
- Путоказ читања Пијажеа, приручник, избор, превод и предговор, 1982/1983, Научна књига, бр. стана 60
- Појам жртве и психолошки аспекти милосрђа, The psychological aspects of compassion, научни часопис "Културе истока", број 8, април/јуни (1990). стр. 20
- Методолошки оквир теорије Жана Пијажеа и Лава Виготског, рад на пројекту, Институт за психологију, 1990/91
- Индивидуација и самоактуализација, The way of individuation and self actualisation, научни часопис "Културе Истока", број 30, 1990/91.
- Осврт психологије личности о феномену ероса и емоција, часопис "Културе Истока", број 32, 1991/92
- Одбрањена магистарска теза, ,
- Одбрањена докторска дисертација на Сорбони: LE CONCEPT DE L INCONSCIENT DANS LES THEORIES DE LA PSYCHOLOGIE CONTEMPORAINE. Оцена: Почасно одбрањена, 1994. године
- Психологија у пољу уметности и морала: Аналогија теорији природног права, водећи часопис Психологија, тематски посвећен области Психологији уметности, стр, 387-394, 1995/96, ISSN 0048-5705
- Етнопсихолошки есеји: о дому и искону, монографија, Гутембергова галаксија. 2002.  978-86-7058-228-6. кључне речи : етнопсихологија, архетип, страх, агресија, потискивање
- Ко то прича о Европи?, Културолошки есеји, Народна књига,/Orpheus/ 2005, Нови Сад.  978-86-83887-63-7. кључне речи: економски редукционизам, транзиција, евроазија, глобализам[4][14]
- ПСИХОЛОГИЈА ИДЕЈА СЛОБОДЕ И ПРАВДЕ И СРПСКИ НАЦИОНАЛНИ ИНТЕРЕС, Монографија (трилогија, I том)(Психологија политичког и економског либерализма, први том), Институт за криминолошка и социолошка истраживања, Монографија. 2007.  978-86-83287-22-2. (септембар 2007) кључне речи: деонтологија, утилитаризам, политички либерализам, економски глобализам, слобода
- „ЦЕЛОВИТА АНТРОПОЛОГИЈА“, скрипта за студенте, 250 страна, децембар, 2008. кључне речи: парадигма, редукционизам, холизам, природна антропологија, друштвена антропологија
- „ПСИХОЛОШКЕ ТЕОРИЈЕ СТВАРАЛАШТВА“, скрипта за студенте 200 страна, 2008. кључне речи : психоанализа, гешталтизам, когнитивна психологија, неурологија, сан
- ПСИХОЛОГИЈА ПОЈМОВА СЛОБОДЕ И ПРАВДЕ И СРПСКИ НАЦИОНАЛНИ ИНТЕРЕС ТОМ 2, ед. Мирослав, 2012. (први том штампао Институт за социолошка и криминолошка истраживања), ко-издавач Завод за уџбенике Републике Србије 500 страна.  978-86-7056-090-1.; COBISS SR-ID 196483340, кључне речи: деонтологија, утилитаризам, политички либерализам, економски глобализам, слобода, идентитет

### Прегледани чланци и поглавља у монографијама
- [15]
- , , (ISSN 2683-3603); p 2912020 | Book chapter[16]
- L'Humour dans la tradition slave, L'humour: histoire, culture et psychologie
- Stvaralaštvo i psihološki mehanizmi odbrane licnosti, Зборник Академије Уметности Нови Сад[17]
- СЛИКА МЕНТАЛНОГ ЗДРАВЉА У ИСТОЧНО-ХРИШЋАНСКОЈ И СЛОВЕНСКОЈ ТРАДИЦИЈИ . стр. 1545–1556, водећи часопис “Књижевност”, новембар 1996-1997, међународно издање, Lettre Internationale, резиме: генеза праћења односа према душевној болести у историји западног и источног хришћанства показује велике психолошке разлике које су (у смислу теорије Макса Вебера) утицале на различити развој друштава две традиције.
- : , део дисертације штампан као рад у водећем часопису националног значаја, Психолошка Истраживања, бр 8. стр. 371-378. ,1997. UDK159.9 ISSN 0352-7379 резиме: аутор у раду наводи сва могућа логички различита значења појма несвесног, од неуролошког појма процеса у мозгу, преко психолошке каузалне хипотезе, до старогрчког појма акразије, показујући да су многе научне теорије биле сукобљене због мешања ових различитих значења. У овом смислу посебно се анализира психоаналитичка теорија.
- THE CONCEPT OF INCONSCIOUSNESS IN THE THEORIES OF THE CONTEMPORARY PSYCHOLOGY, рад у међународном часопису “СВЕСТ”, ECPD, организатор др Дејан Раковић. 1997.  978-86-7236-006-6. резиме: Свест је само наша интерпретација веома различитих физиолошких процеса, као што је то и појам несвесног. У когнитивном смислу постоје различити степени свести и свесности. Све неурофизиолошке процесе можемо да поделимо на неколико категорија задатака.
- ЕТНОПСИХОЛОШКИ ОКВИР ГЕНЕЗЕ ПСИХОТИЧНОСТИ (ПРЕДСТАВА МЕНТАЛНЕ БОЛЕСТИ, ПОСЕБНО СХИЗОФРЕНИЈЕ У ИСТОЧНО-ХРИШЋАНСКОЈ И СЛОВЕНСКОЈ ТРАДИЦИЈИ) у СХИЗОФРЕНИЈА НА ПРАГУ III МИЛЕНИЈУМА, Поглавље у монографији, 20 страна, рад представљен на међународном психијатријском симпозијуму у Београду, у организацији Српско лекарског Друштва и др. Владимира Пауновић. Рад у тематском зборнику међумародног значаја, едиција Ванима, резиме: анализа историјског наслеђа и првобитних појмова менталних болести сведочи о веома древном познавању расцепа у личности или проблема удвојене личности, а дијахронијска анализа источно-хришћанске традиције показује да је у колективној равни у овој традицији била више фаворизована схизоидна него психопатска црта карактера, као и то да се сама суштина болести није изменила до данас.
- ИСТОРИЈА, КЊИЖЕВНОСТ И ФИЛОЗОФИЈА: ПСИХОЛОШКИ ТРАГОВИ И РАЗЛИКЕ ИСТОЧНОГ И ЗАПАДНОГ ПАГАНСТВА И ХРИШЋАНСТВА, Поглавље у Монографији pp. 229–237, Зборник Крушевачка филозофска школа, 1997. Поглавље у тематском зборнику националног значаја, научна полемика, резиме: анализирајући историјско, књижевно, етнолошко и медицинско наслеђе, рад прати глобалне психолошке разлике у двема хришћанским традицијама, међу којима су најважније: однос према кривици и потискивању, степен репресије и заборав, елиминација ментално болесног или његова интеграција у заједницу и однос на линији индивидуално-колективно. Разлике у данашњем профилу различитих друштава и система различитих ефикасности, могу се делимично објаснити овим удаљеним етнопсихијатријским узроцима.
- ЕТНОПСИХОЛОШКИ АРХИТРАГОВИ ПСИХОТЕРАПИЈЕ У ТРАДИЦИЈИ ИСТОЧНЕ ЦРКВЕ. стр. 76-82, рад у оквиру Друштва за Психопатологију Експресије и психологију уметности (др. Љуба Ерић), 1998, Психотерапија. стр. 13 Рад у тематском зборнику националног значаја, резиме: Рад анализира бројне архајске, паганске и ране хришћанске облике лечења, показујући како се они временом претварају у облике групне психотерапије. Такође се показује како се развија идеја дијагностике и класификације менталних болести, од времена Немесија из 4. века, затим Јована Лествичника из 6. века, преко источно-хришћанске светоотачке праксе духовног лечења, све до настанака психијатријске школе и праваца крајем 18. века у Француској.
- L'ASPECT COGNITIF: LES CARACTERISTIQUES PSYCHOLOGIQUES DU TRAGIQUE DANS l HUMOUR SERBE Поглавље у књизи међународног значаја, Конгрес психијатрије у Бјарицу, L HUMOUR.  978-2-87736-150-7. стр. 120,., резиме: аутор анализира психолошку позадину хумора који постоји у српској традицији, поредећи је са имплицитном психологијом хумора других народа. Егзистенцијалне категорије: живота, смрти, здравља, или лудила, нису на исти начин заступљене у ономе што изазива смех у различитим етничким и социолошким срединама, из чега следи да је веома важно не поступати редукционистички.
- СПОНТАНИ ЕМПИРИЈСКИ ОБЛИЦИ ПСИХОТЕРАПИЈЕ У СЛОВЕНСКОМ ПАГАНСКОМ И ИСТОЧНО-ХРИШЋАНСКОМ НАСЛЕЂУ, Зборник Антрополошког Друштва Србије, болница “Свети Сава”, организатор, др. Марија Ђурић Срејић, 1998. зборник националног значаја, резиме: Рад анализира паганске и хришћанске облике лечења, показујући како се они временом претварају у облике групне психотерапије који ће добити своју научну потврду и примену. У том смислу историја западног хришћанства сиромашнија је од традиције бављења психологијом у храмовима источне цркве. Док се код Фрањеваца и Доминиканаца развијају пре свега почеци природне науке, у црквама источног хришћанства епицентар се налази у човеку, односно у људској психологији.
- ПОСТОЈИ ЛИ СРПСКИ АРХЕТИП?- ЈУНГИЈАНСКИ ПОГЛЕД, Српско Наслеђе, март 1999. научна полемика, рад у научном часопису, резиме: чланак се бави појмом колективног наслеђа у Јунговском смислу речи, дефинишући шта би оно било у српској етничкој и културолошкој традицији, и поредећи колективно наслеђе појединих група и скупина са универзалним архетипом читавог хришћанства или људског рода у целини.
- СТРАХ У СРПСКОЈ ТРАДИЦИЈИ, Српско Наслеђе, август, бр 8.. стр. 1-11, 1998. Рад у научном часопису, резиме: чланак се бави разврставањем различитих категорија страхова познатих још из класификације Немесија из 4. века (окнос, аидос, фобос, катаплексис, експлексис, аесцхине, агонија), показујући којим облицима они одговарају у српској етнопсихолошкој традицији, а затим и у данашњој важећој психијатријској и клиничкој класификацији.
- ИСТОРИЈСКИ ЕСЕЈ: СРБИ НА ВЛТАВИ, Српско Наслеђе, бр.7 1998, научна полемика, резиме: Рад представља анализу историјских и психолошких основа одржавања и окупљања свесловенског конгреса у Прагу.
- СЛИКА ЖЕНЕ У СЛОВЕНСКОЈ ПАГАНСКОЈ И ИСТОЧНО-ХРИШЋАНСКОЈ ТРАДИЦИЈИ, Поглавље у тематском зборнику националног значаја: Јунговски погледи: Мушкарац и жена, Коларчев Универзитет, ед. “Гутембергова галаксија”, децембар 2001. националног значаја.  978-86-7058-168-5. резиме: Рад се бави психолошком и клиничком анализом матријархата у традицији источне цркве, показујући у чему се разликује психологија људског зачећа изложена у важећој словенској митологији (Велесова књига) од јудеохришћанске психологије грешног или безгрешног зачећа. У раду је показано како је досшо до психолошког цепања женског матријархалног свеобухватног целовитог лика на четири лика, односно на два супротстављена лика (добру Марију и злу Еву) који ће у мушком роду створити пандан поларитета : психологију Дон Жуана, наспрам психологије едипалног сина. Све ово до данас ће дефинисати различите врсте патологија и идентификација у мушко-женским односима.
- ОСНОВНЕ КАРАКТЕРИСТИКЕ ПСИХОЛОСКОГ РАТА НА КОСОВУ. L’ARCHETIPE HISTORIQUE ET L’HYPOCRISIE DE LA RECENTE GUERRE AMERICAINE AU KOSSOVO}-. стр. 147-151, :(Action pour une confederation pan-europeenne), Поглавље у књизи међународног значаја -{LES BALKANS LA GUERRE DU KOSSOVO. стр. 147 ed l Age d Homme ,децембар 2000. међународног значаја.  978-2-8251-1389-9. резиме: Овај рад представља и анализира све когнитивне и клиничке грешке психолошког рата вођеног од стране интернационалне заједнице на Косову и на простору Балкана без стварног познавања контекста, показујући зашто таква стратегија није допринела смиривању ратне ситуације, већ напротив, њеном продужавању.
- ПОГЛЕД НА СРПСКУ ЕТНОПСИХИЈАТРИЈУ : АНТРОПОЛОШКИ ОКВИР СРПСКОГ ПСИХОЛОШКОГ SQLОПА, циклус етнопсихолошких есеја, “Нин”, 8 страна Јубиларни број посвећен научним есејима, 30. децембар 1999. Научна критика и полемика, саопштење са скупа националног значаја штампано у целини, резиме: Текст обрађује атрибуте етнопсихолошког јужнословенског склопа из научних ставова Дворниковића, Филиповића и Чајкановића, дискутујући њихову тачност и временску поузданост до данашњих дана.
- ПСИХОЛОШКИ ПРЕСЕК: СРПСКИ НАРОД И ВЛАСТ, наставак, књижевни часопис "Збиља", 2002. Научна критика и полемика, саопштење са скупа националног значаја штампано у целини, резиме: Чланак анализира последице колективистичке и још увек родовске инцестуозне слике српског друштва, слике која је социолошки давно укинута, али која психолошки наставља да живи у подсвести, стварајући специфичан инфантилни однос према световној политичкој власти.
- НЕКЕ ПРЕТПОСТАВКЕ ТЕОРИЈСКЕ УЗРОЧНОСТИ АКСИОЛОШКОГ ПЕДАГОШКОГ СИСТЕМА. стр. 13-30 Зборник за педагошка Истраживања, Београд, 2002. рад у водећем часопису националног значаја, Институт за педагошка истраживања, UDK 37, ISSN 0579-6431, резиме: Овај рад се бави педагошким импликацијама дубинских аксиолошких традицијских конфесионалних система, показујући како наизглед 'лаичке вредности' у нашем демократском и грађанском образовању црпе своје корене у специфичној религиозној боји датог колектива. У том смислу психолошки су извучене разлике између такмичарске индивидуалистичке и елиминаторске педагогије израсле на старим конфесионалним вредностима протестантског и калвинистичког друштва (које је, како Вебер показује, и родило капитализам) и педагошке аксиологије деобе, помагања, егалитарности и сл, која је изникла на традицијама раних хришћанских (и источнохришћанских) вредности. Рад поставља питање како пронаћи синтезу и оно што је универзално у свим традицијским аксиологијама, те тако створити једну универзалистичку педагогију, која се не би разликовала у неолибералним или социјалним друштвима.
- ПРОБЛЕМИ СРПСКЕ ДИЈАСПОРЕ: ПСИХОЛОШИ И ПСИХИЈАТРИЈСКИ АСПЕКТИ НЕСЛОГЕ, пленарно предавање на скупу међународног значаја штампано у изводу, часопис РЕЦ (КОНГРЕСА СРБА ЕВРОПЕ, међународног значаја ), Румланг, јуни 2003, резиме: Овај чланак излаже факторе који доприносе идејном зближавању српске дијаспоре широм света, али показује немогућности редукционистичког свођења бројног и хетерогеног расејања на један облик деловања. У њему се такође анализирају психолошки (индуковани или не) аспекти неслоге у различитим интересним групама српског расејања за које се претпоставља да има један заједнички циљ.
- : . стр. 251-280. Orpheus, 2005. Поглавље у књизи, резиме: Рад се бави патолошким облицима светске глобализације која укидањем слободе разлика укида сопствене вредности и иницијалну идеју европског уједињења на основама универзалног у јединству различитих народа. Поставља се питање одржања партикуларног (као што је нација), на путу достизања потпуно општег и глобалног (као сто је растакање свих народа и свих специфичности, те стварања искључиво безличних конзумената и потрошача). Ова анализа предлаже излазак из парадокса и илузије космополитизма који је психолошки могућ само уз претходне ступњеве идентификације као што су идентификација са породицом и народом.
- ГЛОБАЛИЗАМ И АНТИГЛОБАЛИЗАМ У СВЕТУ ДАНАС –ПОГЛЕД ИЗ СВЕСНЕ ЕВРОПЕ. стр. 121-140, Рад у часопису националног значаја, Научни Зборник Филозофеме број 1, уредник академик Михаило Марковић, Никола Кајтез, 2006, ISSN 1452-5313, библиотека Матице српске, Нови Сад 1:316.42(082), резиме: Рад анализира утилитаристичку етику, минималну државу, преформулисани економизам Адама Смита, редукционизам, монополизам, корупцију, насиље и контролу савременог извитопереног глобализма, супротстављајући их деонтолошком корену првобитне историјске замисли европског уједињења, али и програмима данашњих европских антиглобалистичких покрета.
- чланак поговор у књизи филозофских есеја др Владете Јеротића САМО ДЕЛА ЉУБАВИ ОСТАЈУ, Манастир Хиландар 1996, 2004, UDK 27:159.9.  978-86-7588-038-7. резиме: Чланак посвећен књизи Владете Јеротића 'Само дела љубави остају', тумачи ову хришћанску књигу, анализирајући психолошки профил и пут сублимације самог њеног аутора.
- ПСИХОПАТИЈА КАО НОВА СЛИКА СВЕТА, Српска Слободарска мисао, уредник др Бранко Надовеза, јануар, фебруар, 2006/2007, рад у часопису националног значаја, бр 58. стр. 296–305,. научна полемика, резиме: У раду је дата анализа екстремног неолибералног друштва које у основи почива на песимистичкој слици човека Томаса Хобса, на брзом забораву, друштвеном потискивању и искључивом принципу корисности, без трансценденције. Продукт такве заједнице јесте специфичан психопатолошки људски профил који је селекционисан оваквим вредностима, а то је себичан, суров, завидљив и такмичарски човек, без осећаја кривице, окренут само сопственој индивидуи. Крајња последица оваквих друштава јесте укидање индивидуализма и слободе у име којих та друштва постоје и свођење људских бића на раскорењене атоме које у заједници држи још само страх од другог.
- ПСИХОЛОГИЈА ПОЛИТИЧКОГ И ЕКОНОМСКОГ ЛИБЕРАЛИЗМА, Нова Српска Политичка Мисао, www. NSPM, рубрика Савремени свет, 2006. бр, научна полемика, саопштење са скупа, штампано у целини, резиме: Рад анализира првобитну идеју филозофске либералне мисли и прати њено преусмеравање у правцу само једног типа економије који са самим изворним либерализмом није у нужној узрочној вези. Тако, на пример, из идеја једног Алексиса де Токвила уопште нужно не следе економске идеје Фридриха фон Хајека , нити следи тип људских својинских односа који фаворизује данашњи економски неолиберализам. Та првобитна идеја политичких слобода могла је органски да се повезе и са друштвом у коме је социјална димензија доминантна.
- СЛИКА СВЕТА ПОЛИТИЧКОГ И ЕКОНОМСКОГ ГЛОБАЛИЗМА, рад у часопису националног значаја, Научни Зборник Филозофеме бр 2. стр. 19-31, Нови Сад, уредник Никола Кајтез, академик Михаило Марковић, 2006. ISSN 1452-5313, резиме: Рад детаљније анализира додирне и разилазеће тачке политичких и економских слобода, показујући у чему је грешка редукционистичког економизма као јединог критеријума људских слобода. Свођење слике света на економизам јесте логичка грешка у расуђивању која почива на некадашњем механицизму, иако ми већ одавно живимо у релативистичкој парадигми.
- ПСИХОЛОШКИ АСПЕКТИ СУЂЕЊА У ХАГУ: СЛУЧАЈ ОДБРАНЕ ВОЈИСЛАВА ШЕШЕЉА , поглавље у књизи у тематском зборнику. стр. 935–941. децембар/јануар, 2005/6. научни Зборник посвећен аспектима Суда у Хагу.  978-86-83451-85-2. резиме: Чланак се исцрпно бави психолошком анализом судара два света између којих нема разумевања : егзистенцијализам оптуженог Војислава Шешеља с једне стране и формализам суда у Хагу с друге. Оптуженик не узима у обзир формална правила хашког суда, док хашки суд не узима у обзир примедбе и психологију оптуженика. На овако снажној дискрепанцији апсурдне ситуације суђења, управо најбоље долази до изражаја психолошка разлика између континенталног и англосаксонског права, односно разлика између теорије позивања на природно право и искључивог формализма правила англосаксонског позитивног права. То је уједно и давна римска разлика између иус и иустум. У анализи се, уз помоћ управо примера хашког суда, показује зашто је још Хобсова тврдња да је позитивно право увек савршено у потпуности погрешна.
- КОРЕНИ ИДЕЈЕ ЛИБЕРАЛИЗМА И ПСИХОПАТОЛОГИЈА 21. ВЕКА, ПОЛИТИЧКА РЕВИЈА, Институт за политичке студије ISSN 1451-4281, 2007, рад у водећем часопису националног значаја, међународно издање, резиме: У раду су извучени историјски корени нововековне хришћанске етике слободе и одговорности, почевши од завршетка старог доба и преласка на рационалну епистемологију, преко протестантског наглашеног индивидуализма у 16. веку, све до различитих нових материјалистичких учења. Анализа показује зашто је првобитни западнохришћански морал одговорности и слободе, у основи у својим далеким данашњим неолибералним траговима, ипак у језгру сачувао протестантску идеју о изабраности и предестинираној неједнакости људи.
- ПСИХОЛОГИЈА ДВА ТИПА ВЕРБАЛНОГ ДЕЛИКТА, научна полемика Српска слободарска мисао, рад у часопису националног значаја, 2007, бр 59 ISSN 1450-8753, резиме: У раду се анализира погубна последица етичког релативизма примењена у психологији и савременом правосуђу и показује како пренаглашено бављење институцијом пуког вербалног деликта у основи спречава стварање радикалне опозиције у друштву, односно систематски негује искључиво добру и лаку опозицију (Блох, Маркузе) у друштвима која нису спремна за дубинску промену.
- ПОЛИТИЧКА АНАЛИЗА: ФРАНЦУСКА СЦЕНА ПРЕД ИЗБОРЕ, Нова српска политичка мисао, www.NSPM, 2007, филозофска и научна полемика, саопштење са скупа штампано у целини, резиме: У раду је дата социолошка анализа савременог француског друштва, као и логика партијских подела која одавно више не прати поделу на политичку левицу и политичку десницу с почетка прошлога века. Објашњен је специфичан појам француске мешавине либерализма и социјализма, као и доктрина тзв. социјалног деголизма из шездесетих година двадесетог века.
- ПРЕДГОВОР у књизи историјских есеја француског премијера КРИК КОЈИ ТЕРА ЗЛЕ ДУХОВЕ(Dominik de Vilpen), 2006, јединица у публикацији међународног значаја, резиме: Текст анализира књигу историјских и политичких есеја француског премијера доказујући несумњиву припадност аутора ономе што се у свету либералних друштава назива 'француска специфичност', и показујући како она спаја и синтетише наслеђе које од Аристотела, преко Св. Томе Аквинског води правом линијом све до Жана Жака Русоа или социјалних утописта и Сенсимониста.
- Излагање на Коларчевом Универзитету, Поглавље у Монографији, Центар за Пастирску Психологију (2006). ОСНОВИ ЕТИКЕ И УЛОГА ИНТЕЛЕКТУАЛЦА У ЦРКВИ II ТОМ. 2007. ISBN 978-86-84051-05-1., поглавље у књизи у истакнутом тематском зборнику, резиме: Рад анализира историјску аналогију религиозности и моралности које, упркос етичком смислу саме религије као аксиологије, нужно увек не креће заједно. Анализа показује да је улога интелектуалца у друштву пре свега етичка улога, без обзира на његову активну или пасивну припадност религији као систему или вери као личном цину на путу индивидуације.
- PSYCHOLOGIE DE L'APRES GUERRE: QUELS SONT LES FACTEURS PERTURBATEURS DE LA RECONCILIATION DES PEUPLES BALKANIQUES;AFTER WAR PSYCHOLOGY IN THE BALKANS: WHICH ARE THE PSYCHOLOGICAL FACTORS OF PERTURBATION OF THE PEOPLE'S RECONCILIATION OECPD, у : , , editors Tahekiro Togo/Ostojic Njegoslav, , october 27/28. 2007.  978-86-7236-017-2., рад у истакнутом међународном часопису, Уједињене нације, ECPD, резиме: Рад подробно анализира све психолошке факторе који у послератном периоду на простору бивше Југославије и даље ометају смиривање непријатељстава међу зараћеним срединама и онемогућавају да се разуслови емоција страха и мржње.
- ПСИХОЛОГИЈА СРПСКОГ АТЛАНТИЗМА: СРБИЈА ЈЕ ВЕЋ УШЛА У НАТО САВЕЗ, Српска Слободарска мисао, уредник др Бранко Надовеза, новембар, децембар 2007, рад у часопису националног значаја, бр 71. стр. 245–255,. UDK 1+3 научна полемика, резиме: Рад анализира аутентичну европску политику према Нато алијанси од времена француског повлачења из исте 1966. године, преко почетака стварања посебне европске војне политике, све до данашњег антиглобалистичког протеста враћању Француске у војни део Нато алијансе. Анализирају се узроци и разлози високе дозе необавештености српске политичке сцене о аутентичним деголистичким и европским ставовима и потезима у односу на Нато војну силу.
- ПСИХОЛОШКЕ И ГЕОПОЛИТИЧКЕ ПРЕТПОСТАВКЕ ЕВРОПСКЕ НЕЗАВИСНОСТИ, поглед СЕДЕП, предавање по позиву на међународној конференцији, у организацији ЕУРОПЕ-ФОРУМ-а, штампано у целини у Зборнику НАТО И ЕВРОАЗИЈСКА БЕЗБЕДНОСТ, Москва, 2006, резиме: У раду се анализира политика европског уједињења као првобитна идеја европске и континенталне независности у односу на атлантску политику и наводе се сва досадашња схватања уједињавања европских земаља, од средњевековних хришћанских концепција јединства, преко прве нововековне тезе великог европског јединства Жана Тиријара, све до обновљене и преформулисане древне идеје Евроазије.
- ИМА ЛИ ЈОШ БИЛО КАКВЕ ДЕМОКРАТИЈЕ ДАНАС, Научни Зборник Филозофеме бр 4, Нови Сад, уредник Академик Михаило Марковић, Никола Кајтез, 2007. ISSN 1452-5313, рад у часопису националног значаја, резиме: Рад подробно објашњава генезу појма демократије, од времена античке Грчке и грчких полиса до глобалног друштва данашњице, налазећи место сваког од старих појмова политичке филозофије са процесима у 21. веку. Различите облике злоупотребе демократије или оне који су иманентни самој демократији, као што су тиранија већине, тираније прерушене мањине, монопол, потпуно занемаривање природног права, спречавање радикалне опозиције и сл, аутор смешта у савремени контекст проналазећи доказе за овакве еквиваленте.
- СХИЗОФРЕНИЈА СРПСКИХ ПОЛИТИЧКИХ СТРАНАКА, Нова српска политичка мисао, www.NSPM, филозофска и научна полемика, саопштење са скупа штампано у целини, 2007 резиме: У раду се анализира светска политичка сцена у односу на некадашњу јасну идејну поделу на политичку левицу и политичку десницу, а затим се показује како ретко која странка на актуелној политичкој сцени Србије одговара називу или профилу који сама дефинише, из чега следи да су сва удруживања српских политичких странака са светским странкама, потпуно арбитрарна и у основи независна од наведених програма. Рад показује да је најконкретнија последица овога - међусобно недовољно разумевање чланстава датих странака у Србији и у свету.
- , рад у часопису међународног значаја "Antiohis" (ур.Kostas Karaiskos ), 2007. резиме: Рад анализира узроке распада државе Југославије на пет нових државица и показује зашто је читава интернационална стратегија очувања јединственог простора била немогућа, односно конципирана погрешно, без познавања психолошких законитости које делују између различитих група.
- ЕКОНОМСКИ НЕОЛИБЕРАЛИЗАМ КАО КВАЗИ-НАУКА, Научни Зборник Филозофеме бр 4, уредник академик Михаило Марковић, Н. Кајтез, редакција, Мила А. Николић, Нови Сад, 2007. ISSN 1452-5313, Рад у часопису националног значаја, резиме: Рад објашњава основну заблуду идеје квази-науке редукционистичког економизма: остајање у механицистичкој парадигми и немогућност да се из свих нових токова науке (Хајзенберг, Гедел, Ајнштајн, Ланглоа) преузме парадигма релативности и кроз њу објасне друштвени и економски процеси.
- МИТОЛОШКО И ЛОГИЧКО МИШЉЕЊЕ, Научни Зборник Филозофеме бр 5, Нови Сад, уред. Академик Михаило Марковић, Никола Кајтез, 2007. ISSN 1452-5313, Рад у часопису националног значаја, резиме: У раду се анализира психолошка и когнитивна разлика између мишљења анимистичког и синкретичког типа (које није исто сто и мишљење о митовима и у митовима) и апстрактног когнитивног ступња интелектуалне комбинаторике. Објашњена је разлика између филозофског осмишљања митова које даје свој допринос етици с једне стране, и когнитивног 'митолоског' типа мишљења, које представља само једну развојну дечју или психопатолошку фазу.
- , рад у водећем часопису међународног значаја, Зборник Института за Социолошка и криминолошка истраживања, 2007. резиме: Рад објашњава због чега је, уместо смиривања ситуације на послератном простору Балкана, по свим статистикама дошло управо до повећања криминалитета, предлажући репере и психолошка објашњења оваквих процена.
- SCIENCE IN THE MISSION OF THE RECONCILIATION : ANALYSIS OF THE DIFFERENT ETHICAL AND MORAL SYSTEMS IN TRE DIFFERENT TRADITIONS OF BALKAN’ S PEOPLE, ECPD, у: RECONCILIATION AND HUMAN SECURITY, European Center for Peace and Development, editors Tahekiro Togo/Ostojic Njegoslav, Belgrade, october 27. 2007.  978-86-7236-017-2. рад у водећем часопису међународног значаја, Уједињене нације, 2007, ECPD, резиме: Рад анализира шта је у различитим културама и супкултурама балканских народа у научном, идеолошком, традицијско-етичком или психолошком смислу релативно или сукобљено, а шта може да се посматра као универзално и у служби успостављања мостова разумевања.
- ПСИХОЛОГИЈА МАСОВНЕ КУЛТУРЕ И ПРОСВЕЋЕНОГ АПСОЛУТИЗМА, часопис Филозофеме, бр 6, Нови Сад, уредник Академик Михаило Марковић, Никола Кајтез, 2007. ISSN 1452-5313, Рад у часопису националног значаја, научна полемика, резиме: Рад дискутује у којој мери утилитаристички принцип великог броја и корисности може да буде примењен у интелектуалној, научној и аксиолошкој сфери, а да не направи штету и не изазове класичну злоупотребу демократије, односно тиранију већине (или тиранију мањине прерушене у већину) која ће у крајњој консеквенци укинути сам принцип слободе.
- МЕСТО ДУХОВНЕ СРПСКЕ БАШТИНЕ НА КОСОВУ КАО МЕСТО ИДЕНТИТЕТА И МОРАЛА У ЕВРОПСКОЈ ТРАДИЦИЈИ, Зборник са скупа Српска духовна баштина на Косову и Метохији, орг. Министарство вера и Министарство за КИМ републике Србије, координатор: др Милан Брдар, у штампи, 2007/2008. саопштење са међународног скупа, резиме : Рад објашњава место историјског културног наслеђа у духовном идентитету једног народа, а затим показује зашто је, у чувању тог идентитета, апсолутно немогуће принципијелно помирити деонтолошки и утилитаристички морал.
- НАУЧНО ДЕЛО ВЛАДЕТЕ ЈЕРОТИЋА, тематски Зборник, Владета Јеротић - делом у времену, штампа 'Арс либри'.  978-86-7588-129-2. UDK 616.89.929, 2008, рад у истакнутом тематском зборнику, разиме: У раду је дат осврт на дело професора др Владета Јеротића са циљем да се покажу све предности дубинског научног интердисциплинарног приступа.
- ГЕОПОЛИТИКА ТИРАНИЈЕ И ГЕОДЕМОКРАТИЈА, Зборник Института за политичка истраживања, уредник З. Ђурић, интернационално издање посвећено професору А. Дугину, 2008. резиме: Рад анализира старогрчки проблем злоупотребе демократије, односно тираније већине, или тираније мањине прерушене у већину, показујући како се овај исти девијантни принцип дефинисан још у Антици, остварује у свету хегемоничних и монополистичких односа 21. века.
- АНТРОПОЛОГИЈА РЕЛИГИЈЕ: ОД МУДРОСТИ ДО ПРАШИНЕ, часопис Филозофеме, бр 10. стр. 42-57, Нови Сад, уредник Академик Михаило Марковић, Никола Кајтез, 2007. ISSN 1452-5313 Рад у часопису националног значаја, научна полемика, резиме: Рад прати развој деонтолошке етичке мисли од њеног настанка у старом добу, преко нововековног рационализма, протестантске индивидуалистичке прекретнице у 16. веку, преко економизма 18. века, све до сцијентизма и механицизма 19. века, утилитаризма англосаксонског правца, и до модерног облика Малтузијанизма. У овој анализи показано је због чега ипак морамо да заузмемо јасан став у односу на избор између деонтологије и утилитаризма.
- АНТРОПОЛОГИЈА, РЕЛИГИЈА И МОРАЛ, Мегатренд Ревија, М 52 Годишњак Факултета за културу и медије, Мегатренд Универзитет, 2009/10. број 2 ISSN 1821-0171, ID 154265100.  978-86-7747-334-1. гл. уредник Слободан Бранковић, резиме: Рад расправља моралну компоненту у свакој историјској религији, указујући на континуитете и дисконтинуитете у историји антрополоске људске мисли.
- КЉУЧНИ УЗРОЦИ РАСПАДА ДРЖАВЕ ЈУГОСЛАВИЈЕ (Предвиђања из тамног вилајета), Зборник радова посвећен суђењу у Хагу, Српска слободарска мисао, 2009, резиме: У раду се анализирају и објашњавају сви главни узроци распада некадашње југословенске федерације на Балкану, уз указивање на оне ауторе који су први наговестили узрочне појаве за процес распада Југославије још седамдесетих и осамдесетих година прошлога века, али и даље у прошлости, одмах после разлаза Јосифа В. Стаљина и Јосипа Броза Тита.
- ПОЈАМ СЛОБОДЕ, ЗДРАВЉА, БОЛЕСТИ, текст предавања, одржаног по позиву научне секције Руског Дома у Београду, 27. март 2009, штампан у целини као поглавље у књизи М42 "Српско упориште", (издавач Пешић и синови), 2009. резиме: Рад прати појам менталне болести у историји источног и западног хришћанства и уз помоћ раних дијагностичких, антрополошких, медицинских, историјских, књижевних и лингвистичких доказа показује све битне разлике ове две хришћанске традиције у третирању појмова слободе, здравља и менталне болести. Анализа такође указује на то који су мислиоци у историји човечанства дали прве дијагностичке категорије и поделе, као и дефиниције страха, агресије и депресије, далеко пре стварања психијатријске школе у Француској, крајем 18. века. Дат је и преглед развоја идеје и појма 'умоболних' у српској традицији.
- ЕТИЧКО-АКСИОЛОШКА ПИТАЊА У ПРОБЛЕМАТИЦИ КУЛТУРНЕ ЗАОСТАВШТИНЕ КОСОВА И МЕТОХИЈЕ, ECPD, CULTURAL HERITAGE, Конгрес у Бањој Луци, European Center for Peace and Development, editors Tahekiro Togo/Ostojic Njegoslav, Belgrade, avgust. 2009.  978-86-7236-017-2. рад у водећем часопису међународног значаја, Уједињене нације, 2009
- РОПСТВО, БОЛЕСТ И СЛОБОДА У ИСТОЧНОХРИШЋАНСКОЈ ТРАДИЦИЈИ, АНТОЛОГИЈА НАЦИОНАЛНИХ ТЕКСТОВА, Тематски Зборник Националног значаја, Српско упориште, Племенити пут, уредник Владимир Максимовић.  978-86-7540-110-0. стр. 269—290. COBISS.SR-ID 169078028, резиме: Рад анализира развој менталне болести у историјској перспективи, упоредо са развојем појма слободе у друштвеној заједници, а кроз поређење различитих традиција и начина стварања демократских слобода.
- КЊИГА ЕТНОПСИХОЛОШКИХ ЕСЕЈА, издавач кућа Мирослав.  978-86-7056-090-1.
- "ЦЕЛОВИТА АНТРОПОЛОГИЈА", скрипта за студенте, децембар, 2008.
- СРБИЈА У ПАЦОВСКОМ ЛАВИРИНТУ-СКИНЕРОВОМ КАВЕЗУ- НАУЧНА ПОЛЕМИКА, Нова српска политичка мисао, Нови стандард, 2011.
- МОРАЛНИ СТАВОВИ У ПРЕСУДИ О КУЛТУРНИМ ВРЕДНОСТИМА И КУЛТУРНО НАСЛЕЂЕ, Зборник Конгреса "Косово и Метохија данас", организатор Филозофски факултет у Косовској Митровици Универзитета у Приштини, 2010.. стр. 35, општи.  97886-80237-53-2 неважећи . специфицни.  978-86-80273-49-5. Тематски зборник интернационалног значаја.
- ДУБИНСКА ПСИХОЛОГИЈА ЖЕНСКОГ ПРИНЦИПА, Зборник радова 'Мушки и женски принцип, психологија и хришћанство', Пастирски Центар, уредник Јасмина Милашиновић, др Владета Јеротић, Циклус, Коларчев Универзитет, 7. децембар 2011. рад штампан у целини, 2012. Тематски Зборник Националног значаја, резиме: Рад анализира генезу женског психолошког принципа од јудеохришћанског мита до данашњих дана и показује како је преласком на патријархат, схизофрено цепање женског лика донело нову патологију која је повратно утицала на патологију мушког принципа. Рад предлаже нову психолошку синтезу оба принципа, односно нову дефиницију психологије мушког и женског у људском бићу.
- НЕФОРМАЛНИ ЦЕНТРИ МОЋИ И ЗЛОУПОТРЕБА ПСИХОПАТОЛОШКИХ ПРОФИЛА, Тематски Зборник Националног значаја "Србија и неформални центри моћи", Академија за Дипломатију и Безбедност, уредник проф. Бранислав Ђорђевић, март, 2012. резиме: Рад се бави злоупотребом психопатолошких профила у политичке сврхе и показује на примерима глобалистичке власти 21. века како изгледа методологија такве злоупотребе. Истовремено, ова анализа предлаже нову врсту психолошке и геополитичке обуке којом би се превентивно деловало против манипулација психолошким и психијатријским дијагнозама.
- СТВАРАЛАШТВО И МЕХАНИЗМИ ОДБРАНЕ ЛИЧНОСТИ, часопис Психологија, посвећен психологији уметности, уредник проф. Благоје Нешић.  978-86-89005-02-8. (ЛП), 2012. резиме: Рад се бави анализом односа добрих и лоших механизама одбране личности и стваралаштва. Сваки стваралац (уметник или научник) изнад свега користи добре механизме одбране личности, као што су компензација, регресија у служби Ја и сублимација. Чак и када он прибегава неуспелим механизмима одбране, као и сваки други човек, ти неуспели механизми остају немоћни да у виду симптома спрече или осујете стваралачки процес. Обрада "преморбидне структуре личности" за органског ствараоца је питање опстанка "бити или не бити", односно питање самог живота. Такође, проблем односа компензације, надкомпензације и врхунске стваралачке сублимације јесте суштинско питање за одређење тајне стваралачког у човеку.
- ПСИХОЛОШКА АНАЛИЗА МОНОГРАФИЈЕ ЧЕТВРТО ВРЕМЕ (аутор Никола Давидовић), опширно поглавље у књизи, 37 страна, Слога Пресс, Париз, 2012. сајт Никола Давидовић.  978-2-915041-02-6. резиме: Опширан рад бави се дубинском анализом студије о целокупној онтологији, укључујући појмове из логике, филозофије, психоанализе, биологије и физике.
- О ПСИХОЛОГИЈИ УМЕТНОСТИ (поглавље у књизи М. Тодоровића 'Психологија у простору уметничког стваралаштва, изд/Цигоја). 2012.  978-86-7558-913-6., резиме: Рад се бави се дубинском анализом студије М. Тодоровића о моћи и немоћи психолошке науке на пољу уметности. Шта психологија на овом пољу може да објасни, а шта не може и који то тип објашњења може да буде; какав је однос уметности и психотерапије?
- АФЕКТИВНА ИНВЕСТИЦИЈА И ДЕЗИНВЕСТИЦИЈА У ПСИХОПАТОЛОГИЈИ ; ЉУБАВ И МРЖЊА МЛАДИХ НА КОСОВУ И МЕТОХИЈИ (У СРБИЈИ) ДАНАС два излагања на светском конгресу Друштва за Психопатологију Експресије, излагања и радови у изв. у часопису међународног значаја 13.14.15. септембар 2013, Toulouse, ed. Faculté de Médecine.  287736-150 неважећи . стр. 1–3,3-6.
- ПСИХОЛОГИЈА ПОЈМОВА СЛОБОДЕ И ПРАВДЕ И СРПСКИ НАЦИОНАЛНИ ИНТЕРЕС ТОМ 2, едМирослав, 2012. (први том штампао Институт за социолошка и криминолошка истраживања), кључне речи: деонтологија, утилитаризам, политички либерализам, економски глобализам, слобода, идентитет.
- ПОЛИТИЧКА ЗЛОУПОТРЕБА Ф ОДЕЉЕЊА- НАУЧНА ПОЛЕМИКА, Нова српска политичка мисао, 2012.
- КУЛТУРНА БАШТИНА КОСОВА И МЕТОХИЈЕ: ЕТИКА, ПСИХОЛОГИЈА И ПОЛИТИЧКА АКЦИЈА, 23 стране, Зборник Универзитета у Косовској Митровици, зборник националног значаја, 2013. кључне речи: културно наслеђе, деонтологија, утилитаризам, архетип, идентитет.
- ПЕТАР ПЕТРОВИЋ ЊЕГОШ КАО ЕТНОПСИХОЛОГ: ПСИХОЛОШКА ДУБИНСКА АНАЛИЗА ЊЕГОШЕВОГ ДЕЛА, Зборник Филозофског Факултета, Косовска Митровица, зборник Националног значаја 24 стране, 2013.
- ПСИХОЛОГИЈА И ЕТИКА ИСТОРИЈСКОГ ЧИНА ГАВРИЛА ПРИНЦИПА, Зборник Института за упоредно право, Београд, уредник Јован Ћирић, Зборник националног значаја, интернационално издање посвећено научним разматрањима и обележавању сто година од Првог светског рата, 2014.
- ЕКОНОМСКИ НЕОЛИБЕРАЛИЗАМ КАО КВАЗИ НАУКА О СЛОБОДИ И ПРАВДИ, Зборник Филозофског Факултета у Косовској Митровици, април 2014. Ratković-Stevović, Jelena (2014). „Deklaracija iz San Franciska o proceni vrednosti naučnog istraživanja - uvođenje nauke u procenu vrednosti naučnog istraživanja”. Zbornik Radova Filozofskog Fakulteta U Pristini (44–3): 509—514. doi:10.5937/zrffp44-5947..
- ИЛИ АФЕКТИВНО ВЕЗИВАЊЕ, Зборник Центра за социјални рад, уредник Добрила Грујић, 2014.
- ПСИХОПАТОЛОГИЈА: НОВИ УТИЛИТАРНИ ПСИХОПАТА КАО ПАНДАН НЕКАДАШЊЕМ "НОВОМ ЧОВЕКУ" КОМУНИЗМА, Зборник Филозофског Факултета у Косовској Митровици, април 2014.
- МЕХАНИЗМИ ОДБРАНЕ У ПСИХОТИЧНИМ ДИЈАГНОЗАМА СТВАРАЛАЧКИХ И НЕСТВАРАЛАЧКИХ ЛИЧНОСТИ, Зборник Филозофског Факултета у Косовској Митровици, април 2014.

## Награде и признања
- Докторат одбрањен на Сорбони уз квалификацију: Тrès honorable (Почасно одбрањен), 1994.
- као дете особе коју је више пута одликовала највишим одликовањима француска влада, још далеке 1969. (одликовање Милиној мајци предао Андре Малро), 1971. и 1983.), Мила Алечковић Н. у Француској је имала статус „pupille de la nation“.
- За помоћ азилантима и рад у француској организацији „France terre d'asile, Paris” при Уједињеним нацијама, током ратова на Балкану, Мила Алечковић је добила Захвалницу азиланата и избеглица са простора бивше Југославије 1993.
- Захвалница Свесловенског Конгреса, Праг, 1998.
- Захвалница Универзитета у Бенгазију 1999.
- Повеља Мокрањчевих дана 2004.[2]
- Захвалница Министарства за дијаспору, 2004.[18]
- „Велика Повеља за Велика дела” добијена од Одбора за истину о Косову и Метохији свих завичајних удружења Косова и Метохије, 2007.
- Захвалница за изузетан допринос на учвршћивању јединства и духовне блискости српског и руског народа, 2008.
- 2015. године од 16-19. јула, Мила Алечковић, на предлог француских психијатара, била је председница Интернационалног Конгреса Психопатологије Експресије и Арт терапије (Société Internationale de Psychopathologie de L'Expression et de l'Art thérapie) на коме је учествовало 17 земаља[19]
- 2016. године примљена је као дописни члан у Руску академију природних наука[20]